# Президентские выборы в Гамбии (2001)
Президентские выборы в Гамбии проходили 18 октября 2001 года. Президент Яйя Джамме был избран вновь, получив чуть более 50% голосов. В ходе предвыборной кампании наблюдалось насилие со стороны полиции по отношению к сторонникам оппозиции.

## Результаты
| Кандидат            | Партия                                                            | Голоса | %     |
| ------------------- | ----------------------------------------------------------------- | ------ | ----- |
| Яйя Джамме          | Альянс за патриотическую переориентацию и созидание               |        | 52,84 |
| Усэйну Дарбое       | Объединённая демократическая партия                               |        | 32,59 |
| Халифа Салла        | Партия национального согласия                                     |        | 7,78  |
| Хамат Бах           | Партия национальной конвенции                                     |        | 3,77  |
| Сидиа Джатта        | Народная демократическая организация за независимость и социализм |        | 3,02  |
| Всего (явка 90,04%) | Всего (явка 90,04%)                                               |        | 100   |